# Доби
Доби е герой от книгите за Хари Потър. Той е домашен дух на служба при семейство Малфой.

## Външен вид
Доби има големи уши като на прилеп и изпъкнали зелени очи. Той носи изцапана мръсно-бяла препаска докато работи при семейство Малфой. Докато работи в Хогуортс носи ръчно изплетени шапки направени от Хърмаяни Грейнджър, която се опитва да обясни на магьосниците, че домашните духчета не са създадени да прислужват.

## Доби в книгите
Той предупреждава Хари Потър за грозящите го опасности през втората му година в училище „Хогуортс“ и се опитва да му попречи да стигне до училището.
След като Хари Потър го освобождава от семейство Малфой, Доби се скита известно време, а после започва работа в „Хогуортс“. На края Доби бива убит от Белатрикс в къщата на семейство Малфой прорязан от камата на смъртожадната. Хари му изкопава гроб в задния двор на къщата на Бил и Фльор известна още като Черупката.